# Castlevania: Curse of Darkness
Pour l’article homonyme, voir Castlevania: Curse of Darkness (manga).
 (octobre 2019).
Si vous disposez d'ouvrages ou d'articles de référence ou si vous connaissez des sites web de qualité traitant du thème abordé ici, merci de compléter l'article en donnant les références utiles à sa vérifiabilité et en les liant à la section « Notes et références ».
Castlevania: Curse of Darkness, sorti au Japon sous le nom Akumajō Dracula: Yami no juin (悪魔城ドラキュラ 闇の呪印), est un jeu vidéo d'action développé et édité par Konami en 2005. Il a été réalisé par Koji Igarashi et est sorti sur PlayStation 2 et Xbox. Le character design a été confié à Ayami Kojima et la bande originale à Michiru Yamane.
Le jeu fait partie de la série Castlevania.
Chronologiquement, l'action prend place trois ans après Castlevania III: Dracula's Curse sorti sur Nintendo Entertainment System en 1989.

## Personnages
Personnages principaux
- Hector (jouable) : Le héros du jeu, qui a été pendant longtemps un forgeron maléfique au service de Dracula. Il a cependant trahi ce dernier en quittant son armée pour une vie simple, ce qui a probablement facilité la défaite du seigneur des ténèbres. Il a renoncé à son pouvoir il y a 3 ans mais reviendra sur sa décision lorsque Rosalie, sa femme, est accusée d'être une sorcière et est condamnée au bûcher. Avide de vengeance envers le responsable (Isaac), il retourne en Valachie là où vivait Dracula. Malheureusement pour assouvir sa vengeance il devra retrouver son statut de forgeron démoniaque.
- Isaac : Un autre Forgeron maléfique, rival de la première heure de Hector. Il est toujours au service du Comte Dracula et veut attirer Hector en Valachie pour lui faire payer sa trahison, le tenant responsable de la mort de son maître.
- Trevor Belmont (jouable) : Descendant d'un clan qui combat les vampires depuis des générations. Il est revenu en Valachie quand il a entendu parler d'un forgeron maléfique. Sera-t-il un allié d'Hector ou le détruira-t-il ?
- Dracula : Roi des vampires et seigneur du château Castlevania. Tué il y a trois ans par Trevor, il a lancé avant de mourir une malédiction qui plonge ce monde dans le chaos.

Personnages secondaires
- Julia Laforeze : Une sorcière qui a échappé au bûcher. Elle vend des objets à Hector et est également la sœur d'Isaac. Pourtant, elle veut qu'Hector le tue afin de le libérer de la malédiction de Dracula.
- Zead : Personnage qui veut lever la malédiction de Valachie, il donnera des indices sur la position d'Isaac à Hector. Cependant, on apprendra à la fin du jeu sa véritable identité qui n'est autre que la Mort en personne.
- Saint Germain : Mystérieux personnage qui demande sans relâche à Hector de renoncer à sa poursuite, dans quel but le fait-il ?

## Démons Innocents
Les pouvoir d'Hector lui permettent d'invoquer des démons qui lui seront loyaux et peuvent l'assister au cours de sa quête. Il existent six types de Démons Innocents, dont :
- les Fées, invulnérables et axées sur le soin,
- les Combattants, qui se battent aux côtés d'Hector,
- les Oiseaux, qui permettent notamment de planer sur une certaine distance,
- les Mages, capable d'arrêter le temps quelques secondes et de lancer de puissants sorts,

Au cours de sa quête, Hector trouve des salles de forge, ou il réveille un démon de base. Celui-ci peut évoluer jusqu'à trois fois et de manières différentes, selon le type d'arme utilisé pour vaincre des ennemis. En tuant des monstres, les Démons Innocents peuvent également monter de niveau, au même titre qu'Hector, ils peuvent apprendre de nouvelles capacités exclusives à chaque forme et peuvent parfois laisser une Coquille, permettant d'invoquer à nouveau un démon de base du même type. Cela permet d'expérimenter plusieurs évolutions différentes et leurs compétences propres. Certains possèdent même des capacités nécessaire pour accéder à certaines zones du jeu.

## Armement
Hector, en tant que forgeron démoniaque, a également la possibilité de créer et de manier différents types d'armes; en effet, vous aurez l'occasion de vous battre à l'épée, à la hache, à la lance ou bien encore à main nue. Il existe aussi un autre type d'arme dite spéciale qui permet à notre héros d'utiliser par exemple des explosifs ou des armes de jet. Selon le type d'arme utilisé, les ennemis vaincus pourront lâcher des cristaux d'évolution de différentes couleurs (rouge pour les épées, bleu pour les haches, vert pour les lances, jaune pour les poings et blancs pour les armes spéciales). Collecter un certain nombre de cristaux d'une couleur impactera la forme que prendra le démon invoqué.

## Les différentes zones
Les différentes zones du jeu sont interconnectées : en général, vaincre un boss permet de passer à la zone suivante, avec la possibilité de retourner sur ses pas pour revenir aux anciennes. Des téléporteurs dans chaque zone permettent de naviguer entre elles plus facilement.
- Château abandonné
- Montagnes de Baljhet
- Temple Garibaldi
- Aqueducs de Mortvia
- Forêt de Jigramunt
- Cordova Ville
- Tour d'Eneomaos
- Ruines d'Aiolon
- Couloir Éternel
- Château de Dracula